# Востокова, Софья Ивановна
Со́фья Ива́новна Восто́кова (19 августа 1908, Иваново-Вознесенск, Иваново-Вознесенская губерния — 29 марта 2004, Москва) — советский литературовед и педагог, кандидат филологических наук, профессор.
Лингвист-гашековед, переводчик большого числа рассказов Гашека на русский язык, автор многочисленных биографических и критических статей о нём. Сделала большой вклад в изучение творческого наследия чешского писателя.

## Биография
Родилась 19 августа 1908 года в Иваново-Вознесенске Иваново-Вознесенской губернии, ныне город Иваново Ивановской области.
Окончила семилетнюю школу при Иваново-Вознесенском педагогическом техникуме, а затем в 1927 году и сам педагогический техникум. С 1927 по 1929 год работала заведующей избой-читальней в селах Иваново-Вознесенской губернии. Вступила в ВЛКСМ, вела комсомольскую работу. Была делегатом IV Иваново-Вознесенской губернской конференции пролетарского сотрудничества в 1927 году и XV Тейковской уездной конференции ВЛКСМ в 1928 году.
Решив продолжить своё образование, в 1929—1931 училась на литературном, а затем на искусствоведческом отделении историко-этнографического отделения Московского университета. По окончании университета, с 1931 по 1933 год, работала литературным сотрудником и была ответственным секретарем журнала «Советский активист». С 1933 по 1936 год — инструктор по культурной работе и заведующая культотделом Московского областного пищепромсоюза.
В 1936 году Софья Востокова поступила в Литературный институт имени А. М. Горького и одновременно на курсы иностранных языков (немецкое отделение), окончив их в 1940 году. В этом же году поступила в аспирантуру Московского областного педагогического института им. Н. К. Крупской (МОПИ, ныне Московский государственный областной университет). С 1941 года находилась в эвакуации в Татарской АССР, работала заведующим детским лагерем Госплана РСФСР.
Вернувшись из эвакуации, с 1943 года преподавала западную литературу в МОПИ, а с 1944 года работала в Курском педагогическом институте (ныне Курский государственный университет). Кандидат филологических наук, в 1947 году защитила диссертацию на тему «Социальная драма немецкого экспрессионизма». С 1954 года Софья Ивановна вела работу в Обществе советско-чехословацкой дружбы. Была председателем (с 1979 года) Российского отделения Международного общества Ярослава Гашека, организованного в 1972 году.
С. И. Востокова — автор ряда статей о Анри Барбюсе и Адаме Мицкевиче, а также рецензий на произведения американских писателей (1953—1959). Печаталась в газетах «Курская правда» и «Литературная газета». Прекратив в 1959 году педагогическую деятельность, полностью занялась литературной работой. С 1968 по 1982 являлась председателем творческой комиссии издательства «Художественная литература».
Умерла 29 марта 2004 года в Москве. Урна с прахом захоронена на Долгопрудненском кладбище.
В Государственном архиве Российской Федерации имеются документы, относящиеся к С. И. Востоковой.